# Die Tochter von Avalon
Die Tochter von Avalon (Originaltitel: Avalon High) ist ein US-amerikanischer Disney Channel Original Movie aus dem Jahr 2010, der auf dem gleichnamigen Buch von Meg Cabot basiert.

## Die Protagonisten
Allie Pennington: neu in der Stadt, heimlich ein wenig in Will verliebt und mit Miles befreundet
Will Wagner: Halbbruder von Marco, Sportstar der Schule, liiert mit Jen, bester Freund ist Lance
Miles: Nerd und Wissenschaftsfreak, kein Außenseiter, unsportlich, befreundet sich platonisch mit Allie, 
Jen: liiert mit Will, aber in dessen besten Freund Lance verliebt
Lance: bester Freund von Will, verliebt in dessen Freundin Jen
Mr. Moore: Geschichtslehrer, scheinbar nett und hilfsbereit
Marco: Halbbruder von Will und mit diesem ständig im Zoff, Rüpel, bevorzugt dunkle Outfits und sabotiert Will, wo er nur kann; ihn ärgert, dass seine Mutter Wills Vater geheiratet hat.

## Handlung
Allie Pennington zieht zusammen mit ihren Eltern, die Professoren für Mittelalter-Literatur sind, nach Avalon. Dort will sie sich für das Leichtathletik-Team der Avalon High bewerben. Beim Joggen trifft sie Will Wagner, den – wie Allie später erfährt – Quarterback der Schule und einen der Beliebtesten von Avalon, der außerdem mit Jen zusammen ist. Auf dem Weg ins Klassenzimmer sieht sie, wie Miles von Marco, dem Stiefbruder von Will, gemobbt wird.
Während des Unterrichts sitzt sie neben Miles, der plötzlich starke Kopfschmerzen bekommt und Allie rät, ihre Schuhe zu binden, obwohl diese gebunden sind. Im Unterricht wird das Thema König Artus durchgenommen und der Lehrer, Mr. Moore, teilt die Klasse in Teams ein, um verschiedene Themen durchzunehmen. Allie und ihr Partner Miles bekommen das Thema „Orden des Bären“. Nach der Schule versucht Allie sich für das Leichtathletik-Team zu bewerben und sieht Will und seine Teammitglieder beim Trainieren. Doch plötzlich sieht sie Will und die anderen als Ritter. Später soll Allie sich in einem Wettlauf vor dem Trainer beweisen, um ins Leichtathletik-Team zu kommen, aber als sie am Start steht und losrennen will, muss sie erkennen, dass ihre Schnürsenkel offen sind.
Am Abend kommt Miles zu Allie nach Hause, um mit ihr am Referat zu arbeiten. Während der Nachforschungen erleidet Miles wieder schlimme Kopfschmerzen und holt Eis, um dies Allie zu geben, die sich unmittelbar danach den Fuß anschlägt und diesen mit dem Eis kühlt. Allie und Miles gehen zu Allies Eltern, um diese zum „Orden des Bären“ zu befragen. Diese erzählen den beiden, dass es sich dabei um eine Gruppe von Menschen handelt, die glauben, dass König Artus wiedergeboren wird. Als Allie nachfragt, wann dieser Zeitpunkt sein solle, meint Allies Mutter, dass Arthur dann zurückkehrt, wenn die Welt am Abgrund steht und droht von der Dunkelheit übernommen zu werden. Aber dann wird auch Arthurs böser Stiefbruder Mordred zurückkehren. In der Nacht kann Allie nicht schlafen und sie schaut sich noch mal das Buch des Ordens an, welches sie von ihren Eltern bekam. Beim Durchblättern sieht sie eine Krone und auf der anderen Seite eine Zeichnung vom Schloss Camelot, welches genauso aussieht wie die Avalon High.
Am nächsten Tag sieht sie auf dem Weg in die Cafeteria Wills Freundin Jen mit dessen besten Freund Lance beim Flirten. Doch die beiden lösen sich voneinander, als sie von Allie bemerkt werden. Nach der Schule geht Allie im Wald joggen und trifft dabei auf Will. Die beiden unterhalten sich und Will erzählt ihr, dass jeder mit ihm nur über Football reden will, obwohl er dies nicht mehr will. Er erzählt, dass früher Football für ihn wichtig gewesen sei, aber er fühle sich zu sehr unter Druck gesetzt, denn er muss das nächste Spiel gewinnen, sonst bekäme er kein Sport-Stipendium. Allie versucht ihn zu trösten und erinnert ihn daran, wie sich der Sieg anfühlen müsse. Die beiden kommen sich dabei näher. Außerdem lädt sie ihn zum Burgeressen zu sich nach Hause ein. Daheim lädt Will Allie zu einer Party am nächsten Tag ein.
Allie und Miles gehen zu Wills Party und werden Zeuge einer Auseinandersetzung zwischen Will und Marco. Marco hat das ganze Essen mit Ungeziefer verseucht und bedauert seine Mutter, weil diese Wills Vater geheiratet hat. Als Allie das Badezimmer sucht, sieht sie eine Krone, die genauso aussieht wie die aus dem Buch des Ordens. Außerdem sieht sie wieder Jen und Lance beim Flirten und rennt weg. Auch Jen hat Allie gesehen und rennt ihr nach. Jen holt Allie ein und zieht sie mit in ein verlassenes Zimmer. Jen hat ein schlechtes Gewissen und bittet Allie Will nichts zu erzählen, da dieser sowieso schon wegen des Football-Spiels unter Stress steht. Sie will ihre Beziehung erst nach dem Spiel beenden. Allie rennt ohne Antwort weg und begegnet Miles, der der Beziehung von Jen und Lance weiß, da er zuvor schon wieder eine Vision hatte.
Nach und nach wird Allie klar, dass Will wohl König Arthur und Marco Mordred ist. Von ihren Eltern erfährt sie, dass die Reinkarnation am Tag des Spiels sein wird. Deshalb lässt Allie Will nicht mehr aus den Augen. Am Abend des Spieles sieht Will unerwartet Jen und Lance beim Flirten. Er verlässt das Station, lässt seine Mannschaft kopflos zurück und fährt wütend weg. Allie rennt ihm hinterher. Sie findet ihn im Wald und beichtet ihm, dass er König Arthur sein muss. Will versteht dies falsch und glaubt, dass Allie ihn ermutigt, zum Spiel zurückzukehren und seine Mannschaft zu führen. Er geht zum Spiel, vergisst aber seinen Helm im Umkleideraum und geht wieder zurück. Er kommt aber nicht wieder und Allie und Miles suchen ihn in der Umkleide. Da sieht Miles in einer weiteren Vision, dass Will in den Theater-Räumen ist. Die beiden machen sich dorthin auf den Weg und finden Marco auf dem Boden liegend. Und auch Will finden sie. Allie erklärt Will noch mal alles und sagt ihm, dass Marco Mordred ist. Dies bestreitet Will und erklärt allen erstaunt, dass Marco ihn beschützen wollte. Bevor er sagen kann vor wem taucht plötzlich Mr. Moore auf, der sich tatsächlich als Mordred herausstellt. Er geht erneut auf Will und Marco los und Marco steht nun erstaunlicherweise mit allen Kräften Will und Allie bei. 
Währenddessen findet Allie ein nutzloses Spielzeugschwert aus dem Theaterfundus, welches sie zur Verteidigung benutzen will, aber dieses verwandelt sich zum Erstaunen aller in ein echtes Schwert. Nun erinnern sich alle, dass jedes Schwert in der Hand von König Arthus zu Excalibur wird. Alle sind überrascht, dass ganz offensichtlich Allie tatsächlich König Arthurs Nachfolgerin ist und sie werden an einen Strand teleportiert, wo es zu einer Schlacht zwischen König Arthur (Allie) und Mordred (Mr. Moore) kommt. Lance, Will und Marco reiten Seite an Seite für Allie in die Schlacht, Miles erkennt seine magischen Fähigkeiten und nimmt als Merlin an der Schlacht teil, die Allie und ihre Ritter gewinnen. Nach der Schlacht werden sie wieder zurückteleportiert und Mr. Moore wird von der Polizei verhaftet. 
Will und die anderen gehen zum Spiel zurück und gewinnen dieses. Nach dem Sieg läuft Will zu Allie und küsst sie. Außerdem verzeiht er Jen und Lance und hofft, dass die beiden glücklich werden. In der letzten Szene sitzen Allie, Will, Miles, Marco, Lance und Jen an der Tafelrunde.

## Kritik
„Solide inszenierter (Fernseh-)Fantasyfilm, der mit guten Darstellern unterhält und auf jugendgerechte Weise Geschlechterrollen hinterfragt.“

## Besetzung und Synchronisation
| Rolle            | Schauspieler        | Synchronsprecher   |
| ---------------- | ------------------- | ------------------ |
| Allie Pennington | Britt Robertson     | Farina Brock       |
| Will Wagner      | Gregg Sulkin        | Tim Schwarzmaier   |
| Miles            | Joey Pollari        | Max Felder         |
| Marco            | Devon Graye         | Patrick Roche      |
| Jen              | Molly C. Quinn      |                    |
| Lance Benwick    | Christopher Tavarez | Luca Wollenberg    |
| Mr. Moore        | Steve Valentine     | Jakob Riedl        |
| Sean             | Anthony Ingruber    |                    |
| Mr. Pennington   | Don Lake            | Christoph Jablonka |
| Mrs. Pennington  | Ingrid Park         | Claudia Lössl      |
| Coach Barker     | Craig Hall          |                    |

## Produktion
Die Dreharbeiten fanden in Auckland in Neuseeland vom 3. Mai bis zum 3. Juni 2010 statt. Der Bethells Beach diente für die Kampfszenen.

## Ausstrahlung
Der Film wurde in den USA am 12. November 2010 auf dem Disney Channel erstausgestrahlt. Dabei wurde er von 3,85 Millionen Zuschauern gesehen. In Deutschland fand die Erstausstrahlung am 29. Januar 2011 auf dem dortigen Ableger des Disney Channels statt. Im Free-TV wurde der Film erstmals am 6. April 2012 beim ORF eins und ProSieben gezeigt. Die Erstausstrahlung wurde auf dem Fernsehsender ProSieben von 1,20 Millionen Zuschauern verfolgt.

## Auszeichnungen und Nominierungen
| Jahr | Auszeichnung       | Für                                | Kategorie                                                                      | Resultat  |
| ---- | ------------------ | ---------------------------------- | ------------------------------------------------------------------------------ | --------- |
| 2010 | WGA Award          | Julie Sherman Wolfe Amy Talkington | Outstanding Children’s Program                                                 | Gewonnen  |
| 2011 | DGA Award          | Stuart Gillard                     | Outstanding Directorial Achievement in Children’s Programs                     | Nominiert |
| 2011 | Young Artist Award | Joey Pollari                       | Best Performance in a TV Movie, Miniseries or Special – Supporting Young Actor | Nominiert |
| 2012 | Golden Reel Award  | Lisa A. Arpino Avital Korin        | Best Sound Editing – Music for Long Form Television                            | Nominiert |